# Bufo menglianus
Bufo menglianus es una especie de anfibio anuro de la familia Bufonidae.

## Distribución geográfica
Esta especie es endémica del condado autónomo de Menglian Dai, Lahu y Va en la provincia de Yunnan, China. Habita alrededor de 1650 m sobre el nivel del mar.

## Etimología
Su nombre de especie le fue dado en referencia al lugar de su descubrimiento, el condado autónomo de Menglian Dai, Lahu y Va.

## Publicación original
- Yang, 2008 : Amphibia. Amphibia and Reptilia of Yunnan. Yunnan Publishing Group Corporation, Yunnan Science and Technology Press, Kunming, p. 12-152.[5]